# Geophis petersii
Geophis petersii är en ormart som beskrevs av Boulenger 1894. Geophis petersii ingår i släktet Geophis och familjen snokar. Inga underarter finns listade i Catalogue of Life.
Denna orm förekommer med flera mindre och från varandra skilda populationer i delstaterna Michoacán och Jalisco i västra och centrala Mexiko. Ett omstritt fynd är dokumenterad från Mexico City. Arten lever i bergstrakter mellan 1800 och 2000 meter över havet. Habitatet utgörs av skogar med tallar och ekar. Honor lägger ägg.
I Michoacán hotas beståndet av skogens omvandling till jordbruksmark. I delstaten Jalisco inrättades ett naturreservat. Populationens storlek är okänd. IUCN kategoriserar arten globalt som otillräckligt studerad.